# Jukonda
La Jukonda (in russo Юконда?)) è un fiume della Siberia Occidentale, affluente di sinistra della Konda (bacino idrografico dell'Irtyš). Scorre nel Kondinskij rajon del Circondario autonomo degli Chanty-Mansi-Jugra, in Russia.
Il fiume ha origine dal lago Bol'šoj Tuman e scorre in direzione nord-sud nella pianura della Konda (Кондинская низменность) parallelo al corso del Bol'šoj Tap, in una zona scarsamente popolata, disseminata di laghi e paludi. Nel basso corso gira a sud-est. La sua lunghezza è di 324 km e il suo bacino è di 6 870 km². Sfocia nella Konda a 318 km dalla foce presso l'insediamento di tipo urbano di Kondinskoe. Vicino alla foce, il fiume scorre attraverso un grande lago, lo Jachtur. Il fiume è navigabile fino al villaggio di Šugur per piccole imbarcazioni.